# 原明螺
原明螺（学名：Protatlanta souleyeti）是一個全浮游海螺的物種，是海蝶螺科原明螺屬的海洋腹足纲软体动物，也是該屬的模式種。部分文獻認為本物種亦是原明螺屬的唯一物種。

本物種的种加词 souleyeti 是為紀念法蘭西第二共和國時期的貝類學家Louis François Auguste Souleyet。
本物種螺殻的長度不超過2 mm.

## 分佈及棲息地
本物種主要分佈於東中國海東南部及南中國海，棲息於海平面。
另外本物種的最早期的化石是2001年於今日菲律賓呂宋島邦阿西楠省安达的新生代上新世地層發現。

## 外部連結
- 維基物種上的相關：原明螺